# تریر شیلیایی
تریر شیلیایی (به انگلیسی: Chilean Terrier)، نام یکی از نژادهای سگ است که خاستگاه آن به شیلی بازمی‌گردد.